# UFC 103
UFC 103: Franklin vs. Belfort fue un evento de artes marciales mixtas celebrado por Ultimate Fighting Championship el 19 de septiembre de 2009 en el American Airlines Center en Dallas, Texas.

## Historia
Hasta la fecha, este PPV tiene la mayor cantidad de peleas transmitidas por el UFC (13).
Se anunció el 20 de julio de 2009 que Rich Franklin encabezaría el evento contra Dan Henderson. El 31 de julio, los fanes no estaban contentos con el evento estelar entre Franklin-Henderson 2 así que cambiaron el evento principal para ofrecer el regreso de Vitor Belfort contra Franklin. "A los fans no les gustó, así que lo cambiaron", dijo White.

## Premios extras
Cada peleador recibió un bono de $65,000.
- Pelea de la Noche: Rick Story vs. Brian Foster
- KO de la Noche: Vitor Belfort
- Sumisión de la Noche: Rick Story